# Carl Becker (politiker)
 Der er flere personer med dette navn, se Carl Becker.
Carl Anton Johan Becker (17. maj 1863 i Landerslev – 28. juni 1938 i København) var en dansk overretssagfører og politiker, far til Carl Johan Becker.

## Sagførerkarriere
Han var søn af godsforvalter, landvæsenskommissær Carl Christian Theodor Becker og hustru Juliane Caroline Binder, blev 1882 student fra Roskilde Katedralskole og 1889 cand.jur. Han var sagførerfuldmægtig i Aarhus, blev 1891 fuldmægtig hos overretsprokurator R.B. Lehmann og overretssagfører I.R. Lund, København, hvis forretning han overtog 1896. Samme år blev han overretssagfører i København og førte 1909-19 offentlige og beneficerede sager ved Landsover- samt Hof- og Stadsretten, Københavns Kriminal- og Politiret samt Sø- og Handelsretten i København. Han blev 1909 Ridder af Dannebrogordenen, 1913 Dannebrogsmand, 1934 Kommandør af 2. grad og bar Æreslegionen og Nordstjerneordenen samt Svenska Jägareforbundets Jubilæumsmedalje.

## Politiker
Carl Becker var fra 1904 til 1921 medlem af Københavns Borgerrepræsentation, valgt for Antisocialistisk Borgerliste (et samarbejde mellem Venstre og Højre, senere Det Konservative Folkeparti). Han var 1909-10 forsamlingens l. viceformand, 1910-12 formand og atter 1912-21 1. viceformand.

## Tillidshverv
Becker var medlem af Overformynderiets lånebestyrelse; formand for administrationen af K.A. Larssens og Hustru L.M. Larssens født Thodbergs Legat, for administrationen for Frk. Haslunds Legat og for Stiftsdame Frk. Jutta Amalie af Gyldenfeldts Legat; medadministrator af Stamhuset Nedergaard; 1931 formand for det i § 14 i Lov af 28. april 1931 om jagten ommeldte rådgivende udvalg, der skulle bistå administrationen af Jagtfonden; æresmedlem af Dansk Jagtforening; medlem af bestyrelserne for A/S De danske Cigar- og Tobaksfabrikker; A/S Revisions- og Forvaltnings-Institutet; A/S Cederlunds Söner, Stockholm; A/S Skjelskør Frugtplantage; A/S Metropolteatret og for A/S Dansk Hjemmefodtøjsfabrik; formand for A/S Axelhus; A/S Maskinkompagniet; A/S Chr. Justesens Bogtrykkeri; A/S Blegdamskomplekset; A/S Gloria og for Interessentskabet Triangelteatret.
Becker blev gift 18. december 1914 i København med Henny Mathilde Døcker (18. december 1888 i Rørbæk, Gislum Herred - 1976), datter af landstingsmand, statsrevisor Johannes Carl Døcker og hustru Caroline Amalie Ørnstrup.